# 科利鯖
科利鯖為輻鰭魚綱鱸形目鯖亞目鯖科的其中一種，分布於大西洋溫暖海域，棲息在沿岸海域，成群活動，屬肉食性，可做為食用魚、遊釣魚。

## 擴展閱讀
維基物種上的相關：科利鯖